# Vinko Buj
Vinko Buj (Jelsa, 1938. - Jelsa, 2021.), bio je hrvatski akademik i književnik. Po struci je psiholog i filozof. 

## Životopis
U Zagrebu je pohađao srednju školu (gimnaziju). U Zagrebu je studirao i diplomirao psihologiju i filozofiju. 
Zaposlio se je na Višoj školi za medicinske sestre, gdje je predavao kliničku psihologiju.
Zatim se je školovao u Njemačkoj, gdje se je specijalizirao za medicinskog psihologa te doktorirao na psihologiji. U Njemačkoj je jedno desetljeće vodio savjetovalište za odgoj djece i mladeži kao nadsavjetnik. Osim toga, u Njemačkoj je predavao kliničku psihologiju.

## Znanstveni rad
Napisao je mnoštvo znanstvenih i stručnih studija. Autor je dviju stručnih knjiga. Piše na nekoliko jezika: hrvatskom, engleskom i njemačkom. 
Bavi se književnošću, te je napisao 10 književnih djela (novele) na hrvatskom jeziku.
Članom je Društva hrvatskih književnika. Također je članom Literarnoga kluba Hrvatskog liječničkog zbora.
Akademikom je od studenoga 2011. godine.